# Meitantei Conan - Kurogane no submarine
Meitantei Conan - Kurogane no submarine (名探偵コナン 黒鉄の魚影?, lett. "Detective Conan - Il sottomarino nero") è un film d'animazione del 2023 diretto da Yuzuru Tachikawa, ventiseiesima pellicola tratta dal celebre manga Detective Conan, nonché la ventisettesima contando anche il crossover Lupin Terzo vs Detective Conan.

## Trama
Conan si trova a dover affrontare l'omicidio di un agente dell'Europol e il rapimento di una brillante ingegnera che stava lavorando su un progetto di massima segretezza, entrambi crimini commessi dall'Organizzazione nera.

## Distribuzione
In Giappone la pellicola è stata distribuita dalla Toho a partire dal 14 aprile 2023.